# Hard Candy (película)
Hard Candy (en español Caramelo duro) es una película de suspenso del año 2005. La película se centra en la tortura de un depredador sexual (Jeff) por parte de una justiciera de catorce años con tendencias sociópatas. La acción de la película ocurre casi enteramente dentro de la casa de Jeff.
Esta producción independiente fue dirigida por David Slade, escrita por Brian Nelson y protagonizada por Elliot Page (acreditado como Ellen Page) y Patrick Wilson. Fue la primera película del director, quien previamente había trabajado en videoclips.
Hard Candy se estrenó en el Festival de Cine de Sundance de 2005 y se proyectó en el Festival de Cine de Florida en abril de 2006. Tuvo un estreno limitado en dos salas de Estados Unidos. La película recaudó más de 8 millones de dólares en taquilla, incluyendo 1 millón en taquilla nacional, con un presupuesto inferior a un millón.
Hard Candy ganó tres premios en el Festival de Cine de Sitges de 2005, cuatro premios en el Festival de Cine de Málaga y también fue galardonada como Película Inolvidable del Año en los Premios de la Sociedad de Críticos de Cine de Phoenix de 2006. Page ganó el premio a la Mejor Actriz en los Premios de la Asociación de Críticos de Cine de Austin de 2006.

## Argumento
La película se inicia con una conversación en línea entre una niña de 14 años de edad, Hayley Stark, y Jeff Kohlver, un fotógrafo de 30 años, los cuales acuerdan reunirse en un café donde posteriormente Jeff convencería a Hayley de llevarla a su apartamento para "posar" para él. Una vez en el apartamento de Jeff y antes de poder iniciar la "sesión fotográfica", Jeff se marea, su visión se torna borrosa y cae al suelo inconsciente.
Cuando Jeff se despierta, se encuentra amarrado a una silla. Hayley le explica que lo ha estado siguiendo y lo drogó porque sabe que él es un pedófilo, violador de niños y asesino. Jeff niega estas acusaciones, clamando que es inocente. Hayley busca en casa de Jeff y encuentra su pistola y una caja de seguridad. En la caja fuerte, Hayley encuentra imágenes y una foto de Donna Mauer, una chica local que había sido secuestrada y seguía actualmente desaparecida. Jeff niega su implicación en la desaparición de Mauer y poco después logra llegar a su arma. Cuando él (todavía unido a la silla) ataca a Hayley, ella logra asfixiarlo con una bolsa de plástico y dejarlo nuevamente inconsciente.
Cuando Jeff se despierta, se encuentra atado a una mesa de acero con una bolsa de hielo sobre sus genitales. Hayley le explica que lo va a castrar. Jeff amenaza, soborna e intenta conversar dulcemente con Hayley para disuadirla, sin embargo, esto no funciona, rápidamente trata de obtener su simpatía diciéndole que él fue abusado de niño pese a esto, Hayley inicia la castración. 
Después de la operación, Hayley sale de la cocina, alegando ir a tomar una ducha. Jeff lucha y se libera. Él empieza a revisar el sitio de la operación dándose cuenta de que en verdad, él está ileso (Hayley había fingido elaboradamente toda la operación) lo cual le genera una rabia incontrolable a Jeff. Armado con un bisturí, Jeff se dirige a la ducha para acabar con Hayley sin embargo, encuentra la ducha vacía. Hayley, ataca por la espalda e incapacita a Jeff con una pistola eléctrica.
Por teléfono, Hayley se hace pasar por un oficial de policía y le pide a la exnovia de Jeff, Janelle, que vaya de inmediato a la casa de Jeff. Jeff recupera la conciencia para encontrar que Hayley ha atado sus muñecas y lo puso para estar en una silla en su cocina con una soga alrededor de su cuello. Hayley hace una oferta a Jeff: si se suicida, se compromete a borrar la evidencia de sus crímenes, pero si se niega, se compromete a exponer sus secretos. La conversación se interrumpe cuando una vecina llama a la puerta principal haciendo que Hayley vaya a recibirla (siendo una venta de galletas el motivo de la interrupción). Hayley alega ser la sobrina de Jeff; la vecina se marcha poco tiempo después. Cuando regresa Hayley, Jeff se libera de sus ataduras y la persigue, finalmente la persecución termina en la azotea de su casa, donde ella lo ha engañado. Hayley había traído la cuerda de la cocina y la fijó en la chimenea manteniendo a Jeff a raya con su propia arma. 
Jeff finalmente confiesa que él observó mientras otro hombre violaba y asesinaba a Donna Mauer. Jeff promete a Hayley que, si se le perdona la vida, él le dirá el nombre del otro hombre para que pueda realizar su venganza. Hayley confiesa que ella sabe su nombre y dice: "Aaron me dijo que fuiste tú antes de suicidarse". Janelle llega, y Hayley insta una vez más a Jeff ahorcarse, prometiendo que va a destruir la evidencia. Derrotado, desliza la soga alrededor de su cuello, y toma el último paso fatal de la azotea. Jeff muere y Hayley dice: "O no". A continuación, recoge sus pertenencias y escapa de la casa. La película termina con Hayley caminando por la carretera con una sudadera roja con capucha, evocando a Caperucita.

## Producción
La idea de Hard Candy la tuvo el productor David W. Higgins cuando vio un reportaje del programa 20/20, el cual mostraba cómo unas jóvenes japonesas atraían a hombres mayores prometiéndoles una grata conversación, pero terminaban asaltándolos junto a una pandilla de chicas una vez que el hombre se presentaba. Esto lo llevó a preguntarse "¿Qué tal si la persona que tú esperas que sea el depredador no es quien esperas que sea? ¿Que tal si es la otra persona?". Posteriormente, contrató al escritor Brian Nelson para que profundizara la idea, luego Higgins y Nelson se pusieron en contacto con David Slade para que dirigiera la película. Debido a la naturaleza controvertida de la obra, el presupuesto se mantuvo por debajo del millón de dólares para que la productora no pidiera cambiar nada.
Debido a la naturaleza controversial de la historia, el presupuesto se mantuvo por debajo del millón de dólares para que la compañía de producción no solicitara realizar cambios. Sandra Oh aceptó participar en la película por su deseo de trabajar con su compatriota, el actor canadiense Elliot Page (anteriormente, Ellen Page), con quien había colaborado anteriormente en Wilby Wonderful.
Muy poco doblaje se usó en la película, ya que sólo dos líneas fueron modificadas en el proceso de posproducción. Únicamente nueve minutos de música aparecen en el filme. La mayoría de la banda sonora consiste en sonidos ambientales. El rodaje de la cinta se completó en dieciocho días y medio, principalmente en secuencia y dentro de un estudio. Hayley viste una sudadera de capucha roja que, a menudo, es vista como una alusión al cuento Caperucita Roja. No obstante, esta elección de vestuario fue hecha casualmente por el equipo creativo que no notó la similitud entre ambas historias hasta pasado el tiempo. Las campañas publicitarias en mercados internacionales utilizaron bastante esta alusión. Por ejemplo, el eslogan de la película en Japón fue "La Caperucita Roja atrapa al Lobo en su propio juego".
Jean-Clement Sorret fue el colorista digital de Hard Candy y ha sido uno de los pocos coloristas que han aparecido en los créditos iniciales de una película. El filme contiene efectos de color y cambios de densidad lumínica para reflejar los estados de humor de los personajes. Por ejemplo, cuando Hayley se enoja, los tonos fueron editados para bajar su frecuencia. Otro efecto que, según el director David Slade, no había sido empleado anteriormente en el cine, fue el de aumentar el brillo de la luz durante el rodaje para disminuirlo en posproducción. Esto para hacer visibles detalles faciales en atmósferas oscuras. De acuerdo al material extra que contiene el DVD de Hard Candy, este proceso requirió intermediarios digitales hechos a medida y resultó ser extremadamente difícil de lograr, ya que algunas correcciones debieron hacerse cuadro por cuadro en algunas escenas. Sin embargo, esta técnica conocida como ETTR —sobreexposición corregida en posproducción— es un procedimiento estándar en el cine digital y se usa para minimizar la cantidad de ruido en los tonos medios y oscuros.
Los primeros títulos tentativos del guion fueron Vendetta y Snip Snip. El productor quería un nombre que combinara "Azúcar y especias... Una mezcla de aspereza dura, inocencia y vulnerabilidad", por lo que decidió usar Hard Candy.

## Recepción

### Taquilla
La película se estrenó en el Festival de Sundance de 2005 con una proyección a medianoche. El sistema Dolby Surround falló antes de la proyección y se mantuvo al público fuera hasta que se reparó. Hard Candy también se proyectó en el Festival de Cine de Florida el 1 de abril de 2006..
Hard Candy se estrenó en dos cines de Los Ángeles y Nueva York el 14 de abril de 2006. en una edición limitada. Durante su fin de semana de estreno, la película recaudó 58.049 dólares, con una media de 29.704 dólares por sala, la media por pantalla más alta de las 50 más taquilleras. Box Office Mojo informó de que terminó su andadura con 1.024.640 dólares en la taquilla norteamericana, y otros 5.997.569 dólares internacionalmente para un total de 7.022.209 dólares. The Numbers cifró la recaudación total en 8,26 millones de dólares, con una recaudación internacional de 7.242.426 dólares.

### Críticas
En Rotten Tomatoes, el 67 % de 147 reseñas son positivas, y la calificación promedio es de 6,4/10. El consenso de la crítica es: «Perturbadora, controvertida, pero totalmente cautivadora, Hard Candy está bien escrita, con sólidas actuaciones principales, especialmente la del debutante Elliot Page. Una película que permanece en la memoria del espectador mucho después de salir de la sala». Según Metacritic, que analizó 30 reseñas y calculó una puntuación promedio ponderada de 58 sobre 100, la película recibió críticas «mixtas o regulares».
La actuación de Page recibió elogios de la crítica; Lynn Hirschberg, de The New York Times Magazine, afirmó: «Nació una estrella, pero casi nadie se dio cuenta», describiendo Hard Candy como la primera actuación que lo catapultó al estrellato artístico, y su papel en la película Juno de 2007 como su interpretación que lo catapultó a la fama. Claudia Puig, de USA Today, elogió a Page por su constante convencimiento en su papel, que es a la vez «poderoso y escalofriante... [Él] logra ser cruelmente insensible y simpático, y [la suya] es una de las actuaciones más complejas, perturbadoras e inquietantes del año».
En 2015, Taste of Cinema clasificó la película en el puesto 17 de las «30 Grandes Películas de Psicópatas que Merece la Pena».